# پوواوه
پوواوه (به لهستانی:  Puławy) یک منطقهٔ مسکونی در لهستان است که در شهرستان پوواو واقع شده‌است. پوواوه ۵۰٫۴۹ کیلومتر مربع مساحت و ۴۹٬۸۳۹ نفر جمعیت دارد و ۱۱۵ متر بالاتر از سطح دریا واقع شده‌است.

## خواهرخوانده
شهرهای اشتندل و دوئه خواهرخوانده‌های پوواوه هستند.

## نگارخانه

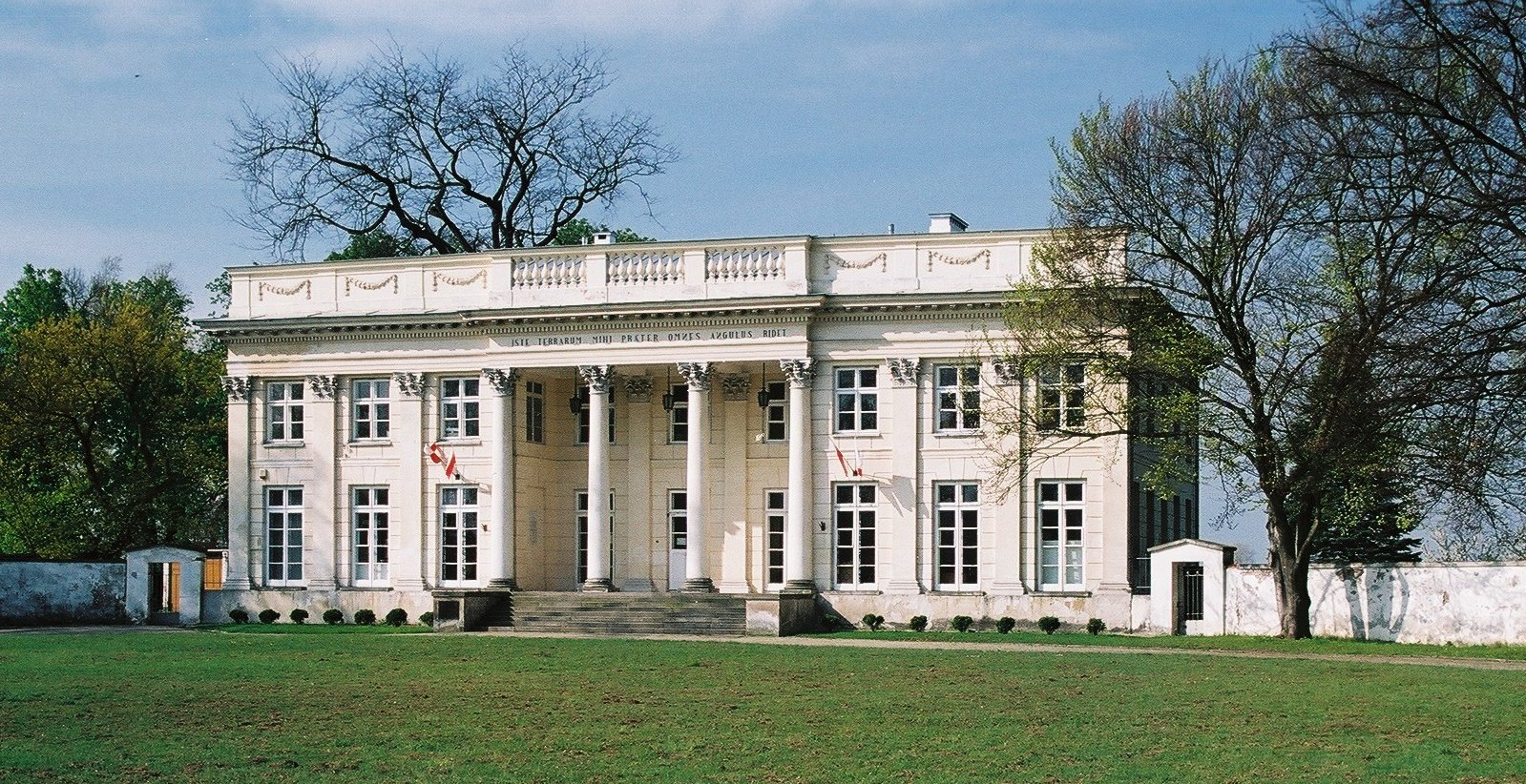
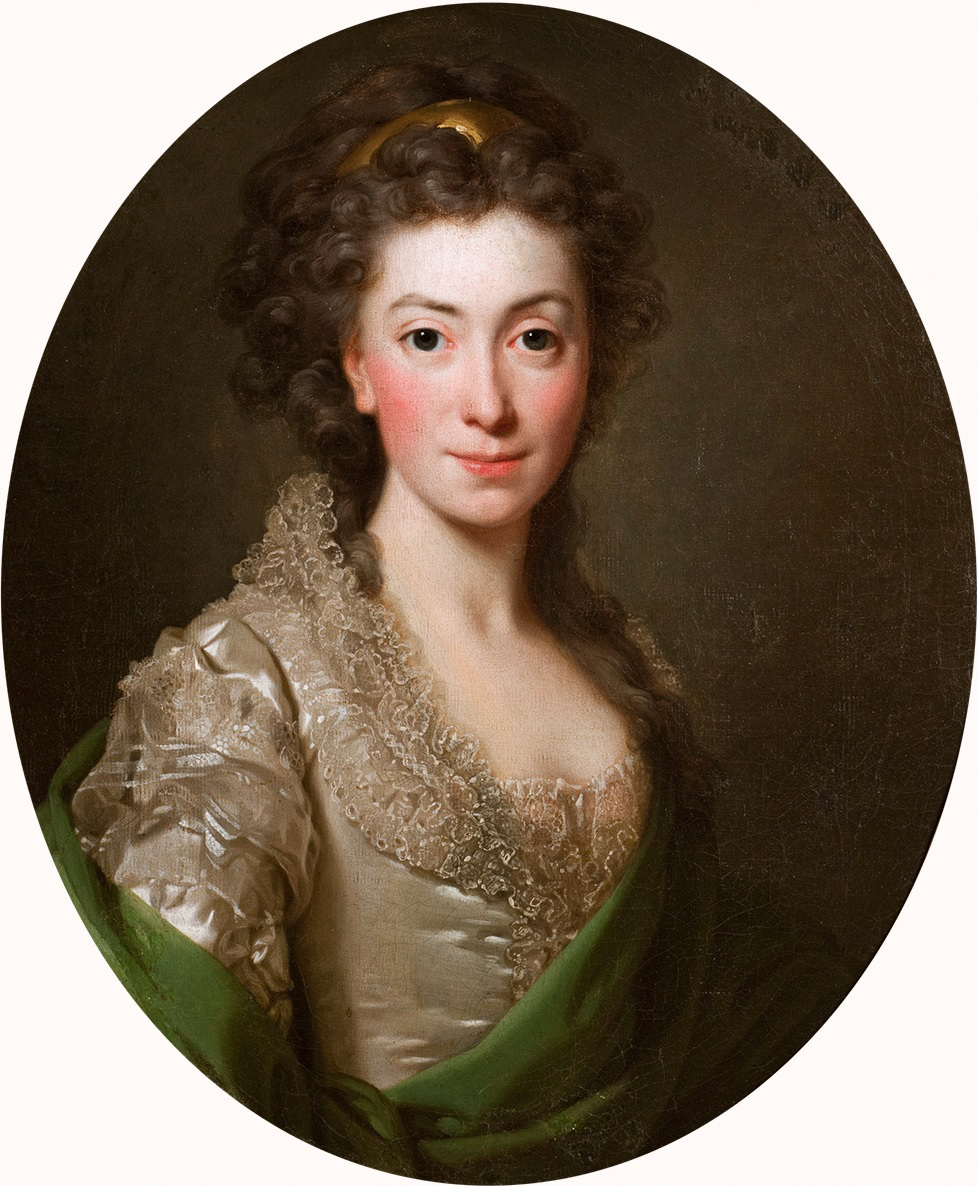
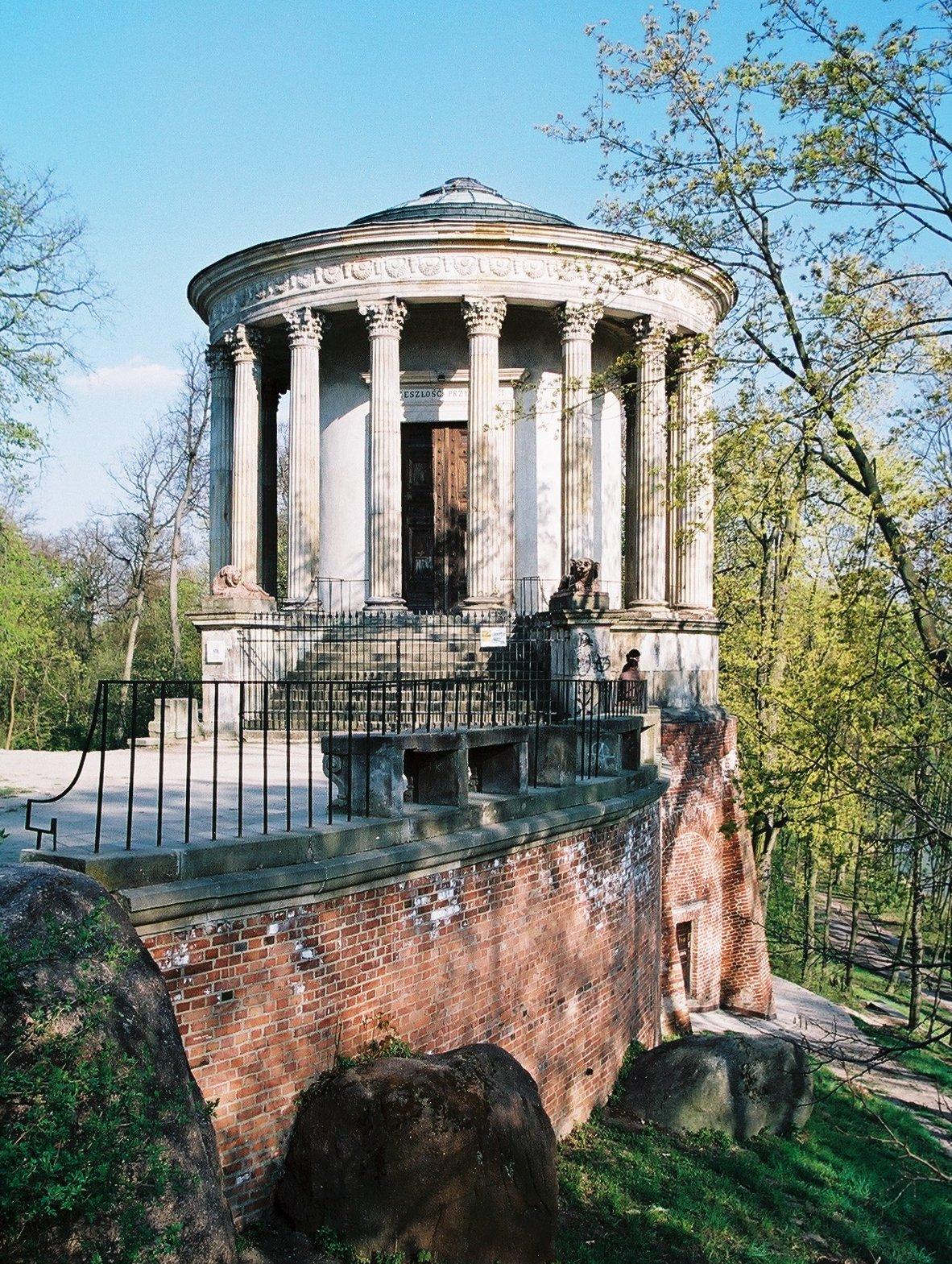
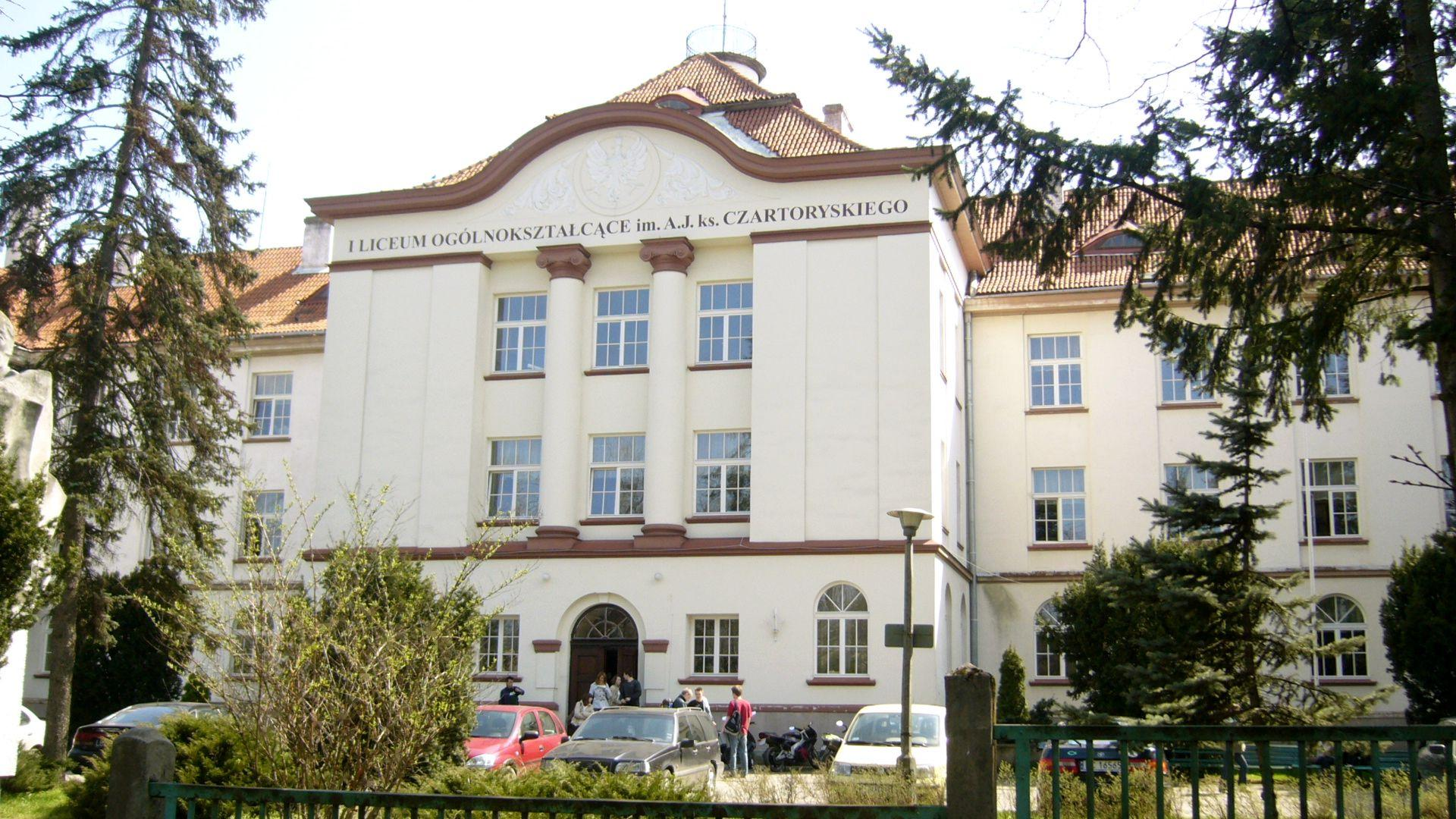
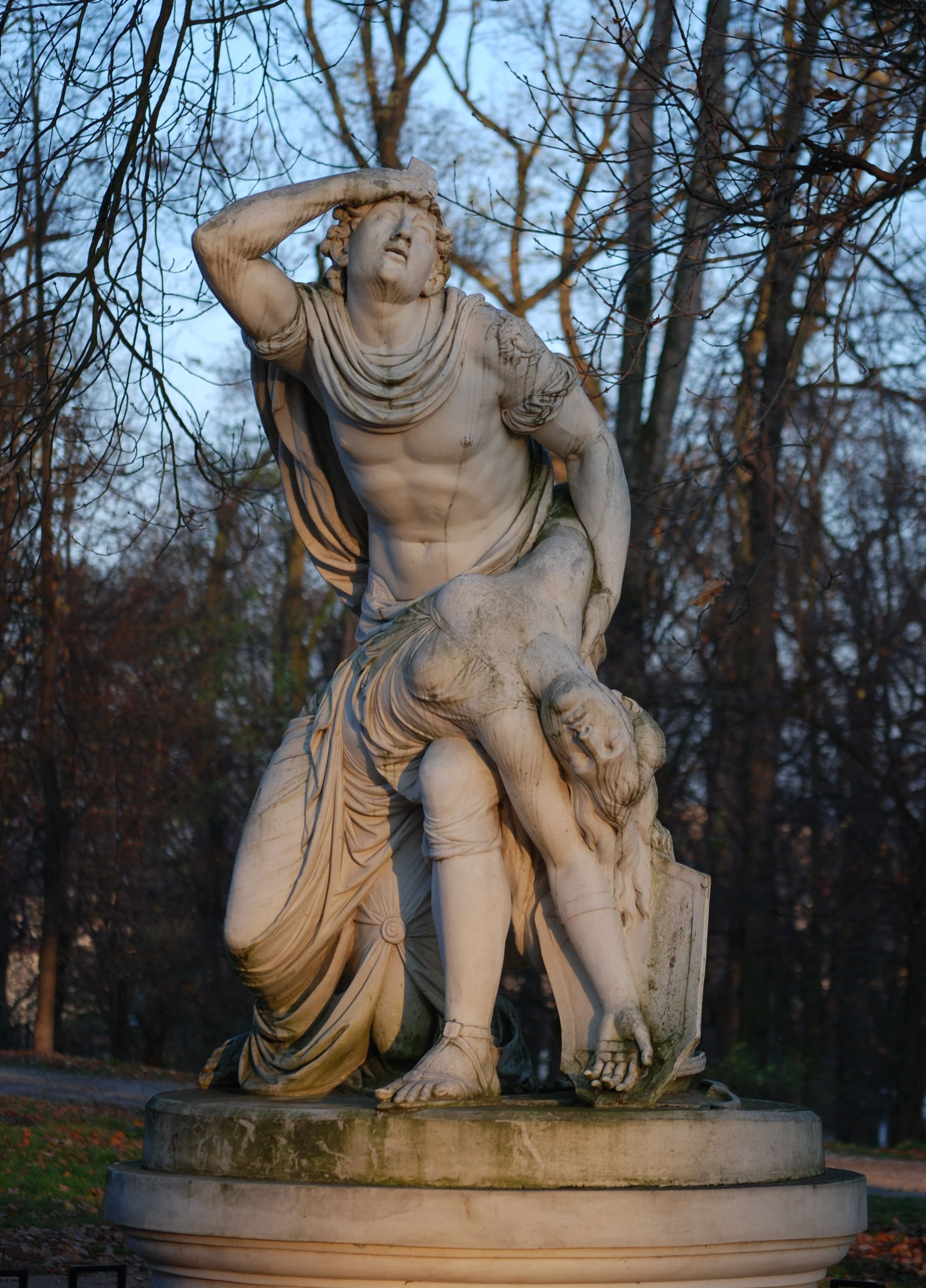
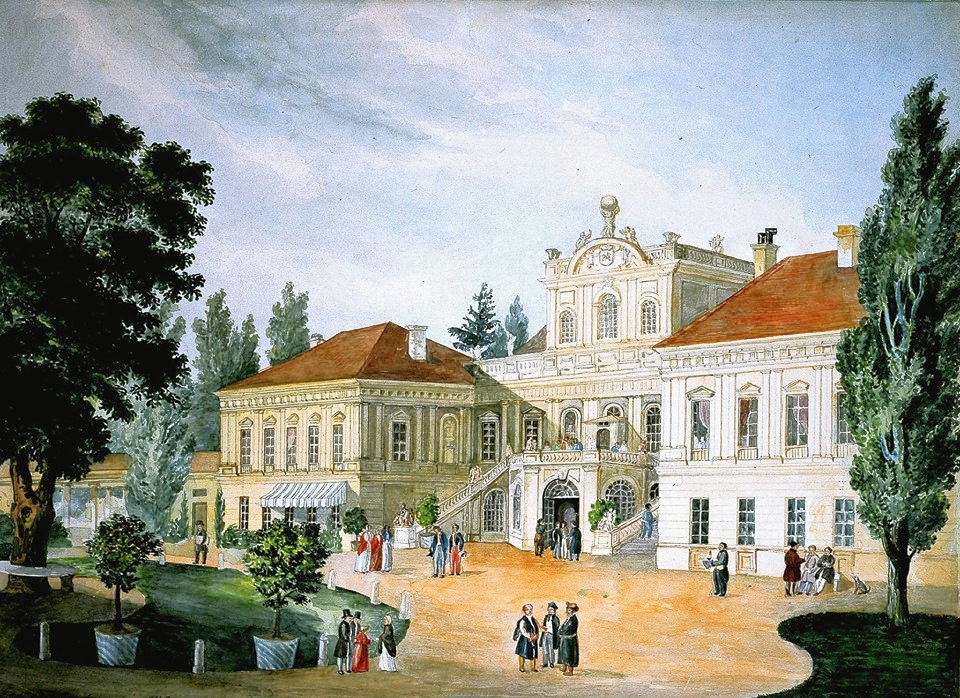